# بيت العنج (ساة)
'

تعديل مصدري - تعديل

بيت العنج هي إحدى قرى عزلة ساه بمديرية ساة التابعة لمحافظة حضرموت، بلغ تعداد سكانها 90 نسمة حسب تعداد اليمن لعام 2004.